# Fifth Avenue Place
Fifth Avenue Place est un gratte-ciel de 188 mètres de hauteur (160 m de hauteur sous toit) construit à Pittsburgh en Pennsylvanie aux États-Unis en 1988.
La surface de plancher de l'immeuble est de 69 696 m2.
Les architectes sont l'agence de Hugh Stubbins Jr et l'agence Williams Trebilcock Whitehead
En 2023 c'est l'un des dix plus hauts immeuble de Pittsburgh .
La pyramide au sommet de l'immeuble abrite des locaux mécaniques pour les ascenseurs et pour la réfrigération de l'immeuble.
L'immeuble à l'origine était conçu pour être beaucoup plus haut mais la ville a rejeté le projet car il n'aurait pas été en ligne avec les autres gratte-ciel.
Le bâtiment a 3 niveaux de sous-sol comme parking et en surface comprend deux étages de boutiques.